# Thorakale endovaskuläre Aortenreparatur
Die thorakale endovaskuläre Aortenreparatur (TEVAR, engl. Thoracal EndoVascular Aortic Repair) ist eine endovaskuläre Versorgung von Aortenaneurysmen oder einer Aortendissektion im Brustkorb (Thorax). TEVAR stellt ähnlich wie EVAR ein endovaskuläre Alternative zur offenen Versorgung einer Pathologie des Brustteils der Aorta dar. Je nach Lokalisation des Aneurysmas / der Dissektion innerhalb des Aortenbogens, kommen verschiedene Implantate in Frage. Grundsätzlich gibt es für das Segment ohne Abgänge (Zone III und IV) die Option einer tubulären Prothese. Für die Region mit Abgängen (Zone 0 bis II) kommen entweder hybride Eingriffe (Bypass auf Arteria subclavia links und / oder A. carotis links), oder Operationen mit vorgefertigten Abgängen (seitliche Öffnungen oder eingeplante Abgänge) in Frage. Dazu stehen in Europa verschiedene Implantate (Stent-Grafts) verschiedener Hersteller auf dem Markt zur Verfügung.

## Definitionen
Unter einem behandlungsbedürftigen, thorakalen Aortenaneurysma versteht man eine Erweiterung der thorakalen Aorta oder des Aortenbogens über 5,5 cm oder mehr als 50 % des normalen Aortendurchmessers.
Eine thorakale Aortendissektion ist eine Aufspaltung der Wandschichten der Aorta, wobei durch einen Riss in der Tunica Intima (innerste Wandschicht) Blut in die mittlere Wandschicht (Tunica media) eindringt und in Längsrichtung ausdehnt, so dass ein zweites, „falsches“, blutgefülltes Lumen entsteht.

## Diagnostik
Mit einem Angio-CT oder Angio-MRT wird im Allgemeinen die Diagnose gestellt. Dabei werden die Durchmesser des Aortenbogens und eventuell vorhandene Dissektionsmembranen dargestellt. Einerseits wird die Lokalisation des Aneurysmas, die Landezonen (Ort der Verankerung der Prothese), die genauen Dimensionen und die Lokalisation der Abgänge eruiert (Truncus brachiocephalicus, Arteria carotis communis, Arteria subclavia sinistra).

## Indikation
Aorten-Aneurysmen im Bereich der thorakalen Aorta, die eine Größe von 5,5 cm überschreiten oder eine Wachstumstendenz von mehr als 3 bis 5 mm pro 6 Monate aufweisen, stellen eine Indikation zur Operation dar. Bei Aortendissektionen ist die Situation in Diskussion und Gegenstand von verschiedenen Studien. Heute allgemein anerkannt werden große (> 22 mm) falsche Lumen, großes primäres entry, entry-Lokalisation an der kleinen Kurvatur oder akute Okklusionen von Seitenästen durch die Dissektion in den Guidelines der deutschen Gesellschaft für Gefässchirurgie als Hochrisiko-Situationen angesehen. Immer, wenn die Gefahr der Ruptur des Gefäßes, das Risiko der Operation übersteigt, ist die Indikation zur Intervention gegeben.

## Relative Kontraindikation
Anatomische Varietäten können eine TEVAR schwierig oder unmöglich machen, im Besonderen die Dimensionen der Landezone oder deren Angulation können dieses Vorgehen erschweren. Durch viele Verbesserungen der Techniken und Implantate werden die Grenzen der Indikationen zunehmend verschoben.

## Eingriff und Technik
Durch genau Messung in der Angio-Computer-Tomogafie oder im MRT werden die Dimensionen der Aorta und die Lokalisation der Abgänge gemessen. Nach den ermittelten Daten wird die Art der Operation und des Implantates bestimmt: offene Operation, hybrides Vorgehen (Kombination aus offenem Eingriff und endovaskulärem Eingriff) oder rein endovaskuläres Vorgehen (mit Prothesen mit Seitenästen). Je nach gewählter Prothese werden Zugänge im Bereich der Leistenregion (einseitig oder beidseitig) zur Arteria femoralis, in der Achsel zur (Arteria axillaris) oder am Hals (Arteria carotis communis) durch Punktion der entsprechenden Arterien geschaffen, meist nach vorheriger Ultraschall-Kontrolle (Gefäßlokalisation, Lokalisation von Verkalkungen). Die Punktionsstellen werden darauf mit Verschluss-Devices versehen (Angio Seal), FemoSeal (ProGlide, StarClose, Prostar XL, Manta etc.). Durch die Punktionen werden nun  Drähte und Schleusen eingebracht. Je nach Bedarf werden dann die Dimensionen und die Steifigkeit der Drähte angepasst.
Das Einbringen und Platzieren der Prothesen erfolgt unter BV-Kontrolle oder endoluminalem Ultraschall Dabei muss auf die korrekte Positionierung der Prothese geachtet werden und diese gegebenenfalls mittels Ballonierung korrigiert werden. Die bei der Punktion der Gefäß eingebrachten Verschluss-Vorrichtungen werden nach Entfernung der Schleusen geknotet. Da im Bereich der Blutgefäße auch die Lymphgefäße verlaufen, ist die Wahrscheinlichkeit der Ausbildung einer Lymphfistel im Bereich der Zugänge zu Blutgefäßen groß. Diese können durch geeignete, komprimierende Verbände (Lyphfistelverband) vermieden oder die Wahrscheinlichkeit deren Ausbildung reduziert werden.

## Risiken
Operationsbedingt
Aorten-Dissektionen, Kontrastmittel-induzierte Nierenschädigung, Embolisation, Ischämien der Seitenäste (inkl. Stroke), Hämatome im Bereich der Punktionsstellen (Inguina oder Axilla), Lymphfistel, Wundinfektionen, Endoleaks, Herzinfarkt, kongestive Herzfehler, Herzrhythmusstörungen, pulmonale Komplikationen.
Patientenbdingt
Koronare Vorschädigung, renale Vorschädigung, pulmonale Vorschädigung, urologische Vorschädigung
Implantatbedingt
Migration des Endograftes, Aneurysma-Ruptur, Thrombosierung oder Dissektion von Seitenästen, Typ I / III / IV Endoleakes, Stentgraft-Thrombosen oder -Infektionen

## Endoleaks
Quelle
- Typ I: Leckage am proximalen (Ia) oder distalen (Ib) Ende der Prothese
- Typ II: Leckage durch retrograden Fluss aus Seitenästen im Bereich der Prothese
- Typ III: Leckage im Bereich von Überlappungsstellen der Prothesen
- Typ IV: Leckage durch die verwendete Prothesenwand, bedingt durch die Porosität des Prothesenmaterials
- Typ V: Expansion des Aneurysmasackes ohne identifizierbare Leckage, sog. Endotension

## Geschichte
Die erste TEVAR wurde 1992 durch Dake und Miller in Stanford (USA) durchgeführt. Das waren nur knapp zwei Jahre nachdem dem ersten endovaskulären Aorten repair (EVAR) in der Bauchaorta durch Parodi und Palmaz implantiert wurde.